# Прапор Афганістану
Прапор Афганістану є білим полотнищем в пропорції 1:2 з каліграфічним написанням шагади. Прапор де-факто було прийнято 15 серпня 2021 роки після падіння Кабула і встановлення «Талібаном» контролю над Афганістаном. Раніше, протягом 1997—2001 років, цей прапор також використовувався як державний.

## Символіка прапора 2013—2020 років
Зразком для прапора Афганістану затвердженого у 2013 році послугував прапор 1930—1973 років. Державні органи влади використовували прапор з чорним гербом посередині, але поряд з ним були прапори з гербом білого і жовтого кольорів.
На полотнищі прапора три вертикальні смуги, де чорний колір — це колір історичних і релігійних прапорів, червоний — колір верховної влади короля і символ боротьби за свободу, а зелений — колір надії і успіху в справах. Центральним елементом герба є мечеть з міхрабом та мінбаром, над якою написана шахада («Немає Бога крім Аллаха, і Мухаммед пророк його»).
Вінок з колосків символізує сільське господарство та єдність.

## Історія прапора
Афганістан — рекордсмен за частотою зміни прапора. Починаючи з 1880 року, в країні змінилося вже двадцять три прапори, причому серед них побували і одноколірний чорний (при шахах наприкінці XIX століття), і одноколірний білий прапор (талібан). В 20-му столітті Афганістан змінив 21 прапор.

## Історичні прапори

### Дурранійська імперія
| Роки      | Прапор | Співвідношення сторін | Уряд                 | Примітки |
| --------- | ------ | --------------------- | -------------------- | --- |
| 1747–1823 |        | 2:3                   | Дурранійська імперія | Прапором Дурранійської імперії був зелено-біло-зелений триколор. Після повалення Шаха Дуррані він використовувався в Гераті до 1842. |

### Емірат Афганістан
| Роки      | Прапор | Співвідношення сторін | Уряд                            | Примітки |
| --------- | ------ | --------------------- | ------------------------------- | --- |
| 1880–1901 |        | Невідомо              | Емірат Афганістан               | Прапор під час правління еміра Абдур-Рахмана. |
| 1901–1919 |        | 3:5                   | Емірат Афганістан               | Прапор під час правління Хабібулла-хана. Хабібулла додав до прапора свого батька печатку, що є попередником сучасної емблеми Афганістану. |
| 1919–1928 |        | 2:3                   | Емірат / Королівство Афганістан | Перший прапор, що використовувався під час правління Аманулли-хана. Він додав до батьківського прапора промені, які виходять від печатки у формі октаграмми. Цей новий вид печатки був загальноприйнятим в Османській імперії. Афганістан набув статус Королівства в 1926. |

### Королівство Афганістан
| Роки      | Прапор | Співвідношення сторін | Уряд                   | Примітки |
| --------- | ------ | --------------------- | ---------------------- | --- |
| 1928      |        | Невідомо              | Королівство Афганістан | Другий прапор, що використовувався під час правління Аманулли-хана. Він прибрав октограмму, збільшив і дещо змінив національну печатку емблему Афганістану. |
| 1928–1929 |        | 2:3                   | Королівство Афганістан | Третій прапор, який використовувався за часів правління Аманулли-хана. Чорно-червоно-зелений триколор являв, відповідно, минуле (попередні прапори), боротьбу за незалежність (Третя англо-афганська війна) і надію на майбутнє. Ймовірно, був придуманий після відвідування Ханом Європи в 1927 році. На новій печатці зображено сонце, що сходить над двома сніжними горами, символізуючи новий початок для королівства. |
| 1929      |        | Невідомо              | Королівство Афганістан | Прапор, який використовувався за часів правління Хабібулли Калакані або Хабібулли-Хана, раніше відомого як Бача-і-Сакао. Червоно-чорно-білий триколор був тим же самим прапором, який використовувався, коли сучасний Афганістан був під владою Великих Монголів в XIII столітті. |
| 1929–1930 |        | 2:3                   | Королівство Афганістан | Перший прапор під час правління Мухаммед Надір-шаха. Знову був відновлений чорно-червоно-зелений триколор; восьмикутна печатка, яка була взята з першого прапора Аманулли-хана, замінена на печатку з сонцем і горами. |
| 1930–1973 |        | 2:3                   | Королівство Афганістан | Другий прапор під час правління Мухаммед Надір-шаха, використовувався також його сином Мохаммедом Захір-шахом. На ньому збережений чорно-червоно-зелений триколор. Променистий восьмикутник прибраний, а печатка збільшена. Між мечеттю та печаткою написаний рік ١٣٤٨ (1348 за місячним ісламським календарем, 1929 за григоріанським календарем), рік початку династії Мухаммед Надир-шаха.                              |

### Республіка Афганістан (диктатура Дауда)
| Роки      | Прапор | Співвідношення сторін | Уряд                  | Примітки |
| --------- | ------ | --------------------- | --------------------- | --- |
| 1973–1974 |        | 2:3                   | Республіка Афганістан | Перший прапор Республіки Афганістан. Ідентичний попередньому прапору, за винятком того що видалений рік ١٣٤٨. |
| 1974–1978 |        | 2:3                   | Республіка Афганістан | Другий прапор Республіки Афганістан. Використовуються ті ж кольори, але їх значення інтерпретується по іншому: чорний символізує темне минуле, червоний — кров, пролиту в боротьбі за незалежність, а зелений — процвітання сільського господарства. У кантоні зображена нова печатка — орел з розпростертими крилами, поміст на грудях орла (для мечеті), пшениця навколо орла і промені сонця над орлом (для нової республіки). |

### Демократична Республіка Афганістан
| Роки      | Прапор | Співвідношення сторін | Уряд                               | Примітки |
| --------- | ------ | --------------------- | ---------------------------------- | --- |
| 1978      |        | 2:3                   | Демократична Республіка Афганістан | В результаті державного перевороту лідер республіки був убитий, новий режим встановив комуністичний уряд. Дизайн прапора той самий, за винятком того що печатка була прибрана з кантону. |
| 1978–1979 |        | 1:2                   | Демократична Республіка Афганістан | Прапор є червоним полем з жовтою печаткою на кантоні, дизайн звичайний для комуністичних режимів. Вінок з пшениці залишився, угорі додана зірка (що представляє п'ять етнічних груп афганців) і слово <Khalq> (народ) арабською в'яззю в центрі. Прапор був також прапором фракції Хальк Народно-демократичної партії Афганістану. |
| 1979      |        | 1:2                   | Демократична Республіка Афганістан | Прапор режиму Хафізулли Аміна |
| 1979–1987 |        | 1:2                   | Демократична Республіка Афганістан | Після повалення фракції Хальк фракцією Парчам керованої Бабраком Кармалем, прапор був знову змінений. Нове керівництво повернулося до чорно-червоно-зеленого триколору, що символізував минуле, кров, пролиту за незалежність та ісламську віру, відповідно. Була розроблена нова печатка, на якій зображено сонце, що сходить (відсилає до минулого імені країни: <Хорасан>, що означає <Країна Сонця, що сходить>), підставку, стрічки національних кольорів, зубчасте колесо, що символізує індустрію, і червону зірку, що символізує комунізм. |
| 1987–1992 |        | 1:2                   | Республіка Афганістан              | Аналогічний попередньому прапору, за винятком того що на національній печатці зубчасте колесо перемістилося згори донизу, прибрані червона зірка та книга, а зелене поле викривлене в цілях схожості з горизонтом. |

### Північний альянс
| Роки      | Прапор | Співвідношення сторін | Уряд                         | Примітки                                                                                   |
| --------- | ------ | --------------------- | ---------------------------- | ------------------------------------------------------------------------------------------ |
| 1992–1996 |        | 1:2                   | Ісламська Держава Афганістан | Чорна і зелена смуги поміняні місцями в порівнянні з попереднім прапором. Шахада прибрана. |

### Ісламський Емірат Афганістан
| Роки      | Прапор | Співвідношення сторін | Уряд                         | Примітки                           |
| --------- | ------ | --------------------- | ---------------------------- | ---------------------------------- |
| 1996–1997 |        | Невідомо              | Ісламський емірат Афганістан | Білий прапор Талібану              |
| 1997–2001 |        | 2:3                   | Ісламський емірат Афганістан | На білому прапорі написана Шахада. |

### Республіка Афганістан
| Роки      | Прапор | Співвідношення сторін | Уряд                                   | Примітки |
| --------- | ------ | --------------------- | -------------------------------------- | --- |
| 1992-2001 |        | 1:2                   | Ісламська Держава Афганістан           | |
| 2001-2002 |        | 1:2                   | Ісламська Держава Афганістан           | Після того, як був скинутий режим талібів, був знову прийнятий прапор 1992 року.                                                                          |
| 2002-2004 |        | 1:2                   | Перехідна Ісламська Держава Афганістан | Версія з жовтою емблемою |
| 2004-2013 |        | 7:10                  | Ісламська Республіка Афганістан        | |
| 2013-2021 |        | 7:10                  | Ісламська Республіка Афганістан        | Версія з білою емблемою. 1298 рік сонячного ісламського календаря відповідає 1919 року григоріанського календаря, року незалежності від Великої Британії. |